# ティボー・ヴィオン
ティボー・ヴィオン（Thibaut Vion 、1993年12月11日 - ）は、フランス・ムルト＝エ＝モゼル県モン＝サン＝マルタン出身のプロサッカー選手。CSKAソフィア所属。ポジションはフォワード。

## 経歴

### クラブ
FCメスの下部組織で育成され、17歳の時にFCポルトへ加入。最初のシーズンはU19チームでプレーし18ゴールを決めた。 2012年からFCポルトのリザーブチームへ加わり、2部リーグで34試合出場1ゴールの成績を残した。
2013-14シーズン当初は再びFCポルトのリザーブチームでプレー。その後、古巣であるFCメスへ戻り、4年半契約にサインした。
2015年8月、FCメスのサテライトクラブであるベルギー2部のRFCセランへ買い取りオプション無しの1年間レンタルで加入。
2017年8月、シャモア・ニオールFCへ移籍。

### 代表
年代別のフランス代表歴がある。2012年にはU-19代表の一員としてエストニアで開催されたUEFA U-19欧州選手権に参加し、準決勝まで進んだ。翌年、トルコで開催されたU-20ワールドカップに参加し、グループステージのスペイン戦でゴールを決めた（結果は1-2敗北）。